# Les Enfoirés
Les Enfoirés (en español, 'Los cabrones') es el nombre que toma desde 1986 un reagrupamiento de origen francés de artistas y personalidades públicas (principalmente francoparlantes) en pos de cantar en beneficio de la asociación Restos du Cœur ('Restaurantes del corazón', en su traducción hispana), cuyo fin es la distribución gratuita de alimentos a las clases de menor poder adquisitivo.

## Historia
En enero de 1986, Coluche (Michel Gérard Joseph Colucci), que había fundado meses atrás la asociación Los restaurantes del corazón, reunió en un estudio de televisión numerosos artistas, personajes públicos y políticos para la promoción de la asociación y de sus acciones.
Jean-Jacques Goldman compuso la Canción de los restaurantes que es interpretada por varias de estas personalidades. Aquí se da la aparición del concepto de enfoirés.
En diciembre de 1986, a petición de Véronique Colucci, su viuda, el concepto es reactivado en una nueva edición televisiva.
Con el transcurso de los años, el acto se convierte en un concierto recopilación de más de cuarenta artistas y personajes célebres de todo el mundo.
Los beneficios de las prestaciones de Les Enfoirés (conciertos, CD, DVD, etc) son enviados a la Asociación de los Restaurantes del Corazón.

## Cronología
| Año  | Fecha                 | Título del espectáculo                                          | Televisión | Lugar de registro            | Disco                  |
| ---- | --------------------- | --------------------------------------------------------------- | ---------- | ---------------------------- | ---------------------- |
| 1986 | 26 de enero           | Première émission sur TF1                                       | TF1        |                              |                        |
| 1986 | 1 de diciembre        | Émission TF1                                                    | TF1        |                              |                        |
| 1988 | 17 de octubre         | Émission TF1                                                    | TF1        |                              |                        |
| 1989 | Noviembre             | Tournée des Enfoirés                                            | Canal+     |                              | Polygram               |
| 1990 | 5 de enero            | Émission. Antenne 2                                             | Antenne 2  |                              |                        |
| 1992 | 20 de enero           | Soirée des Enfoirés à l'Opéra Garnier                           | TF1        |                              | Sony Music             |
| 1993 | 6 de marzo            | Les Enfoirés chantent Starmania à la Grande Halle de la Vilette | TF1        |                              | Columbia               |
| 1994 | 5 de febrero          | Les Enfoirés au Grand Rex                                       | TF1        |                              | WEA                    |
| 1995 | 8 de marzo            | Les Enfoirés à l'Opéra comique                                  | TF1        |                              | Sony Music             |
| 1996 | 10 de febrero         | La soirée des Enfoirés                                          | TF1        |                              | WEA                    |
| 1996 |                       | Les Enfoirés la compil'                                         |            |                              | WEA                    |
| 1997 | 8 de febrero          | Le Zénith des Enfoirés                                          | TF1        |                              | BMG                    |
| 1998 | 7 de febrero          | Enfoirés en Cœur                                                | France 2   |                              | WEA                    |
| 1999 | 3 de febrero          | Les Enfoirés dernière édition avant l'An 2000                   | France 2   |                              | BMG                    |
| 2000 | Del 8 al 24 de enero  | La tournée des Enfoirés                                         | /          | En las 4 esquinas de Francia |                        |
| 2000 | 26 de febrero         | Les Enfoirés en 2000                                            | France 2   | Paris                        | BMG                    |
| 2001 | Del 13 al 29 de enero | La tournée des Enfoirés                                         | /          | En las 4 esquinas de Francia |                        |
| 2001 | 9 de marzo            | L'odyssée des Enfoirés                                          | TF1        | Halle Tony Garnier de Lyon   | BMG                    |
| 2001 | Noviembre             | Les Enfoirés le best-of                                         | TF1        | En un autobús de Paris       |                        |
| 2002 | 22 février            | Tous dans le même bateau                                        | TF1        | Estadio de Marsella          |                        |
| 2003 | 21 de febrero         | La Foire aux Enfoirés                                           | TF1        | Zénith de Lille              | BMG                    |
| 2004 | 5 de marzo            | Les Enfoirés dans l'espace                                      | TF1        | Zénith de Toulouse           | BMG                    |
| 2005 | 4 de marzo            | Le Train des Enfoirés                                           | TF1        | Bercy à Paris                | RCA / SCPP             |
| 2005 | 25 de noviembre       | Les Enfoirés jouent le jeu (15 ans d'Enfoirés)                  | TF1        | En un estudio parisino       |                        |
| 2006 | 7 de abril            | Le Village des Enfoirés                                         | TF1        | Halle Tony Garnier de Lyon   | SCPP / UNIVERSAL / ULM |
| 2007 | 2 de marzo            | La Caravane des Enfoirés                                        | TF1        | Zénith de Nantes             | SCPP / UNIVERSAL / ULM |
| 2008 | 7 de marzo            | Les Secrets des Enfoirés                                        | TF1        | Zénith Strasbourg            | RCA / Sony BMG         |
| 2009 | 6 de marzo            | Les Enfoirés font leur cinéma                                   | TF1        | Bercy à Paris                | ?                      |